# Eper incestzaak
De Eper incestzaak is een van de meest geruchtmakende incestzaken in de Nederlandse geschiedenis.
In de eerste helft van 1990 deden twee zussen, Jolanda en Evelien van Baak uit het Gelderse Epe, aangifte van seksueel misbruik, babymoord en illegale abortussen. Op dat moment waren zij 23 en 22 jaar oud. Onder meer de moeder, vader, broer en een aantal bekenden, onder wie een politieman, werden beschuldigd van jarenlange incest en perverse groepsseks met jonge kinderen. De zaak kende drie verschillende rechtszaken. Tot aan de Hoge Raad achtten rechters het seksueel misbruik bewezen. De ex-man van Jolanda werd vrijgesproken. Haar moeder kreeg in 1995 vier jaar van het Arnhemse gerechtshof.
De allereerste verklaringen van Jolanda betroffen ontucht met haar broer Adriaan. Tegen hem deed ze echter geen aangifte, hij is ook niet veroordeeld.

## Zaken
Aangenomen wordt dat de incest in de familie van Baak midden jaren zeventig van de vorige eeuw begon op het moment dat de zusjes Jolanda en Evelien ongeveer 8 en 9 jaar oud waren. Het leidde tussen 1991 en 1995 tot drie rechtszaken, die bekendstaan als Epe I, Epe II en Epe III. Zusjes Jolanda en Evelien woonden met hun ouders in Josina's Hoeve, een bosarbeiderswoning op landgoed Welna.

### Epe I
In oktober 1990 deed Jolanda voor het eerst aangifte bij de Eper politie: het begin van de Eper incestaffaire. In januari 1991 bij de eerste zitting van de rechtbank Zutphen werd de ernst van de feiten pas echt duidelijk. Die feiten kwamen vooral boven water via uitvoerige bekentenissen van Jolanda's ouders, tegenover zowel de politie als de rechter-commissaris. De verhoren tijdens de rechtszittingen riepen heftige emotionele reacties op bij de twee zusters, ook vanwege de plotselinge en onverwachte ontkenningen van de ouders. Volgens de rechter hadden de ouders "zeer lange tijd op de meest weerzinwekkende manier de lichamelijke integriteit van hun dochters geschonden en op de meest grove wijze het ouderschap misbruikt". Ook de ex-man Wouter S. van Jolanda deed aan het misbruik mee. Hij woonde eerst enige jaren als kostganger bij de familie van Baak en trouwde later met Jolanda. Volgens justitie en de rechtbank wist S. dat hij het leven van Jolanda aan het verwoesten was. Evelien ontsnapte aan het incestgezin door op jonge leeftijd te trouwen.

#### Rechtbank Zutphen
Behandeling 16 en 17 januari 1991. Uitspraak 30 en 31 januari 1991:
- Arie van Baak, 56 jaar dan, vader van Adriaan, Evelien en Jolanda; eis 8 jaar onvoorwaardelijk, vonnis 7 jaar onvoorwaardelijk. Vader moet Evelien 1500 gulden schadevergoeding betalen; aan Jolanda 1 gulden.
- Gerritdina W., dan 53 jaar, moeder van Adriaan, Evelien en Jolanda; eis 4 jaar onvoorwaardelijk, vonnis 3 jaar en 6 maanden onvoorwaardelijk. De moeder is verminderd toerekeningsvatbaar verklaard (intellectueel niveau van een 8-jarig kind), anders had ook zij 7 jaar onvoorwaardelijk gekregen, aldus de rechtbank Zutphen. De moeder is eveneens onder meer veroordeeld voor verkrachting met geweld.
- Wouter S., hij is dan 41 jaar (voorgekomen op 16 januari en 8 februari en 19 juni 1991). Rechtszaken tegen hem gesplitst in periode voor en periode na het huwelijk met Jolanda. Eis: 6 jaar onvoorwaardelijk. Vonnis: 4 jaar, waarvan 1 jaar voorwaardelijk en proeftijd van 2 jaar.
- Adriaan van Baak, broer van Evelien en Jolanda; eis 4 jaar onvoorwaardelijk, vonnis 3 jaar waarvan 1 jaar voorwaardelijk en 2 jaar proeftijd.
- Jan H., 35 jaar dan, voorgekomen op 6 februari 1991; eis 5 jaar onvoorwaardelijk, vonnis 30 maanden waarvan 10 maanden voorwaardelijk. Jolanda omschreef hem als de wreedste van allemaal.
- Jan de H., 60 jaar dan, bekende van de familie van Baak.; eis: 3 jaar onvoorwaardelijk, vonnis 1 jaar en 6 maanden onvoorwaardelijk plus betaling van schadevergoeding aan Jolanda en Evelien.

#### Gerechtshof Arnhem
Behandeling hoger beroep 11 juni 1991 en 27 augustus 1991. Uitspraak 24 juni 1991 en 19 september 1991:
- Arie van Baak, procureur-generaal mr. Y.A.J.M. van Kuijck: "Vader heeft zijn kinderen grenzeloos misbruikt en zijn dochters psychisch doodgemaakt. Het is grenzeloos sadistisch gedrag." Eis: 8 jaar onvoorwaardelijk, arrest: 7 jaar onvoorwaardelijk.
- Wouter S., behandeling wegens ziekte advocaat uitgesteld. Eis: 6 jaar onvoorwaardelijk, arrest 4 jaar waarvan 1 jaar voorwaardelijk en proeftijd van 2 jaar.
- Jan H. Eis: vrijspraak, arrest vrijspraak, wegens gebrek aan (voldoende) wettig en overtuigend bewijs. Alleen de verklaringen van Jolanda en haar littekens zijn niet voldoende.
- De moeder, broer en Jan de H. zien af van hoger beroep.
- Het cassatieberoep van Wouter S. is door de Hoge Raad der Nederlanden op 9 juni 1992 verworpen.

### Epe II
Epe II was het vervolg op Epe I. Nieuw was de verdenking van moord c.q. doodslag en zwangerschapsonderbrekingen. Om die reden was geen sprake van het tweemaal dagvaarden van de ouders Arie en Dinie van Baak en van Wouter S. voor hetzelfde feit (overtreden van het ne bis in idem-beginsel). De aangifte van Jolanda werd begin juni 1993 gedaan. In Nederland en buiten de landsgrenzen bracht dit nieuws een schokgolf teweeg. Tijdens de rechtszittingen in eerste aanleg trok het Openbaar Ministerie de aanklacht wegens moord c.q. doodslag in. Er was onvoldoende bewijs daarvoor.
De rechtbank Zutphen achtte het illegaal en gewelddadig afbreken van zwangerschappen in de periode 1982-1984 en in de periode 1984-1990 bij Jolanda wel bewezen. De illegale abortussen bij Evelien werden niet door de politie en evenmin door de rechtbank onderzocht. Dit verzuim werd hersteld door het gerechtshof in Arnhem, waar Evelien achter gesloten deuren verklaringen aflegde. Juist deze verklaringen bleken in juridisch opzicht en voor de uiteindelijk gebruikte bewijslast van groot belang. Die kwamen volgens het hof in belangrijke mate overeen met de afgelegde verklaringen van Jolanda en bekentenissen van verdachten en vertoonden geen inconsistenties. Het gerechtshof achtte alleen de illegale abortussen in 1982 bij Jolanda en Evelien bewezen. Voor de illegale abortussen in andere perioden bestond volgens het gerechtshof onvoldoende bewijs. Vanwege deze constatering werd de ex-man van Jolanda (Wouter S.) vrijgesproken van het plegen van illegale abortussen. In 1982 woonde hij nog niet bij het gezin van Baak in.
Ad H. en de gebroeders Gerrit en Ronald van Z. uit Vaassen kwamen voor het eerst in beeld. Zij werden verdacht van verkrachting van Jolanda en de gebroeders Van Z. tevens van ontucht ('meedogenloze handelingen') met buitengewoon jonge kinderen. De tbs voor de broers is tot op heden (eind 2019) nooit opgeheven.
Niet alleen tijdens de behandeling door de rechtbank Zutphen, ook tijdens de zes dagen durende behandeling van de zaak door het gerechtshof werden vele getuige-deskundigen, opsporingsambtenaren, verdachten en anderen gehoord.

#### Rechtbank Zutphen
Behandeling op 18, 20, 21 en 28 januari 1994. Vonnissen 11 februari 1994:
- Arie van Baak.: eis 7 jaar onvoorwaardelijk, vonnis 5 jaar onvoorwaardelijk.
- Gerritdina W.: eis 5 jaar onvoorwaardelijk, vonnis 3 jaar onvoorwaardelijk.
- Wouter S.: eis 3 jaar onvoorwaardelijk, vonnis 2 jaar en 6 maanden onvoorwaardelijk.
- Ad H.: eis 3 jaar onvoorwaardelijk, vonnis conform de eis.
- Gerrit van Z.: eis 2 jaar onvoorwaardelijk en tbs met bevel tot verpleging, vonnis conform de eis.
- Ronald van Z.: eis 3 jaar onvoorwaardelijk en tbs met bevel tot verpleging, vonnis conform zijn broer Gerrit van Z.

#### Gerechtshof te Arnhem
Behandeld op 31 mei, 1, 2, 3, 4, en maandag 6 juni 1994. Arrest gewezen op vrijdag 17 juni 1994. Alle verdachten hebben hoger beroep aangetekend.
- Arie van Baak.: eis 3 jaar onvoorwaardelijk, arrest 4 jaar onvoorwaardelijk.
- Gerritdina W.: eis 2 jaar onvoorwaardelijk, vonnis 4 jaar onvoorwaardelijk.
- Wouter S.: eis 3 jaar onvoorwaardelijk, arrest vrijspraak.
- Ad H.: eis 3 jaar onvoorwaardelijk, vonnis 3 jaar onvoorwaardelijk.
- Gerrit van Z.: eis 2 jaar onvoorwaardelijk met tbs en dwangverpleging, vonnis 1 jaar onvoorwaardelijk met tbs en dwangverpleging.
- Ronald van Z.: eis 2 jaar onvoorwaardelijk met tbs en dwangverpleging, vonnis 18 maanden met tbs en dwangverpleging.

### Epe III
Tijdens het politieonderzoek naar feiten en omstandigheden in Epe II kwam een nieuwe zedenzaak in Epe en Vaassen aan het licht. Er lagen bekentenissen op tafel van misbruik en incest van drie kinderen uit het gezin H. uit Vaassen. De vader van de kinderen zat al in hechtenis vanwege Epe II, evenals de gebroeders Gerrit en Ronald van Z. en buurjongens van het gezin H. De moeder van de drie misbruikte kinderen, Sophie C., deed aangifte van zedendelicten jegens haar kinderen, maar zij werd later eveneens aangehouden en uiteindelijk veroordeeld voor het medeplegen van verkrachting en aanranding van haar drie kinderen. De jongste was toen drie jaar.
Nieuw in beeld bij Epe III was de derde broer, Alex van Z., en de moeder van de drie gebroeders Roelie H. Gerrit K. uit Apeldoorn was de toenmalige vriend van Roelie H. De ouders van Jolanda en Evelien waren in deze zaak geen verdachten meer. Wouter S., de ex-man van Jolanda, wel, maar hij werd als enige verdachte in Epe III uiteindelijk vrijgesproken wegens gebrek aan bewijs.
Het politieonderzoek in Epe III werd feitelijk en formeel zoveel als mogelijk gescheiden van de eerdere twee Eper zedenzaken. Dat gold ook voor de rechters en de vele ingeschakelde getuigen-deskundigen. Alleen ontwikkelingspsycholoog dr. H.J.G. Soppe werd opnieuw benoemd als deskundige en deed samen met orthopedagoog dr. R. Bullens onderzoek naar de mate van betrouwbaarheid van de verklaringen van de kinderen. Tevens verrichtten zij een algemeen persoonlijkheidsonderzoek.
De officier van justitie bij de rechtbank Zutphen plaatste kanttekeningen bij de inschakeling van deskundigen: "Al die rapporten zijn hulpmiddelen. Geen enkele deskundige zal objectief kunnen vaststellen wat waar of onwaar is. Het zijn hulpmiddelen voor de rechtbank om te beoordelen welke waarde moet worden gehecht aan de diverse verklaringen."
De politieverhoren werden zoveel mogelijk op video en/of geluidsdragers vastgelegd. De keerzijde daarvan waren de enorm omvangrijke dossiers van 600 tot 800 pagina's.

#### Rechtbank Zutphen
Behandeling 18 en 19 juli 1994. Vonnis 4 augustus 1994:
- Ad H.: eis 4 jaar onvoorwaardelijk, vonnis 3 jaar onvoorwaardelijk.
- Sophie C.: eis 5 jaar onvoorwaardelijk, vonnis 3 jaar onvoorwaardelijk.
- Wouter S.: eis 3 jaar onvoorwaardelijk, vonnis 2 jaar onvoorwaardelijk.
- Alex van Z.: 3 jaar waarvan 1 jaar voorwaardelijk, vonnis 3 jaar waarvan 1 jaar voorwaardelijk plus 2 jaar proeftijd.
- Gerrit van Z.: eis 1 jaar onvoorwaardelijk, vonnis 6 maanden onvoorwaardelijk (tbs gold al).
- Ronald van Z.: eis 18 maanden onvoorwaardelijk, vonnis 15 maanden onvoorwaardelijk (tbs gold al).
- Roelie H.: eis 24 maanden waarvan 6 maanden voorwaardelijk en 2 jaar proeftijd, vonnis vrijspraak wegens gebrek aan bewijs.
- Gerrit K.: eis 3 jaar waarvan 6 maanden voorwaardelijk en 2 jaar proeftijd, vonnis vrijspraak wegens gebrek aan bewijs.

#### Gerechtshof Arnhem
Behandeling 25 tot en met 27 januari 1995. Uitspraak 10 februari 1995:
- Zeven van de acht verdachten gaan in hoger beroep. Gerrit van Z. ziet af van hoger beroep, volgens zijn advocaat ‘’puur om pragmatische redenen’’. Gerrit heeft alles (zijn aandeel) bekend.
- Wouter S.: eis 2 jaar onvoorwaardelijk, arrest vrijspraak.
- Alex van Z.: eis 3 jaar waarvan 1 jaar voorwaardelijk, arrest 18 maanden onvoorwaardelijk.
- Sophie C.: eis 4 jaar onvoorwaardelijk, arrest 2 jaar onvoorwaardelijk wegens medeplegen van verkrachting en aanranding van haar drie kinderen.
- Ronald van Z.: eis 15 maanden onvoorwaardelijk, arrest 1 jaar onvoorwaardelijk.
- Gerrit K.: eis 24 maanden waarvan 5 maanden voorwaardelijk, arrest 10 maanden waarvan 5 maanden voorwaardelijk, en proeftijd van 2 jaar.
- Roelie H.: eis 15 maanden onvoorwaardelijk, arrest 5 maanden onvoorwaardelijk wegens medeplegen van verkrachting.
- Ad H.: eis 3 jaar onvoorwaardelijk, arrest 18 maanden onvoorwaardelijk.

### Cassatie
In cassatie bij de Hoge Raad der Nederlanden bleven alle arresten in stand. Het cassatieverzoek namens Arie van Baak. in de zaak-Epe II werd door de Hoge Raad in februari 1995 afgewezen, conform de conclusie van advocaat-generaal L.C.M. Meijers.

## Twijfel aan verklaringen
Psycholoog en hoogleraar Willem Wagenaar uitte in de zaak als getuige-deskundige kritiek op slachtoffer Jolanda, omdat de feiten niet zouden kloppen. In zijn in 2009 verschenen boek De slapende rechter schrijft hij dat er sprake was van gefantaseer door Jolanda en dat de grootste slachtoffers daarvan de gebroeders Gerrit en Ronald van Z. waren. Ze kregen korte gevangenisstraffen opgelegd, maar wel met tbs. Zij kwamen nooit meer vrij. Wagenaar pleitte voor herziening van de zaak, maar vond geen gehoor.
Een van de destijds betrokken advocaten, Henk Ruis, schreef in 2008 in dagblad Trouw dat de ouders en andere betrokkenen jaren gevangenisstraf hadden uitgezeten "voor 'feiten' die gewoon helemaal niet gebeurd zijn".
Op 7 juli 2010 bepaalde de rechtbank in Zutphen dat de tbs van Ronald van Z. met twee jaar moest worden verlengd. Volgens het Openbaar Ministerie, dat om de verlenging had gevraagd, zouden er nog steeds grote risico's voor anderen bestaan, als Van Z. zou vrijkomen.